# Rachicerus bifidus
Rachicerus bifidus är en tvåvingeart som beskrevs av Akira Nagatomi 1970. Rachicerus bifidus ingår i släktet Rachicerus och familjen vedflugor. Inga underarter finns listade i Catalogue of Life.